# Alenka Ribič Laufer
Alenka Ribič Laufer, slovenska balerina, * 30. december 1971, Maribor.
Alenka Ribič Laufer je leta 1989 diplomirala na Srednji glasbeni in baletni šoli v Ljubljani. Leta 1989 je bila sprejeta v baletni ansambel SNG Maribor. V sezoni 1990/1991 je bila kot solistka zaposlena v HNK Zagreb, od leta 1991 pa je prva solistka baleta SNG Maribor. 

## Nagrade
- 1993 - zlata medalja in grand-prix v Ljubljani
- 1994 - nagrada kritikov za umetniški dosežek in nagrado sponzorjev za najboljšo tujo plesalko v Rusiji
- 2001 - Glazerjeva listina
- 2004 - Nagrada Prešernovega sklada[1]